# Disosebaethe pona
Disosebaethe pona es una especie de insecto coleóptero de la familia Chrysomelidae. Fue descrita en 1994 por Zhang. Es una especie extinta.